# Tanvaldský Špičák (železniční zastávka)
Tanvaldský Špičák je železniční zastávka na trati Smržovka – Josefův Důl zřízená v listopadu 2005.

## Poloha
Zastávka se nachází mezi zastávkami Jiřetín pod Bukovou a Antonínov, asi 500 m od zastávky Jiřetín pod Bukovou. Nachází se v katastru Jiřetín pod Bukovou obce Jiřetín pod Bukovou v údolí řeky Kamenice.
Technicky jde o zastávku na trati o jedné koleji s jedním nástupištěm. Na nástupišti je přístřešek chránící před nepřízní počasí. Zastávka nemá stálý personál.

## Historie

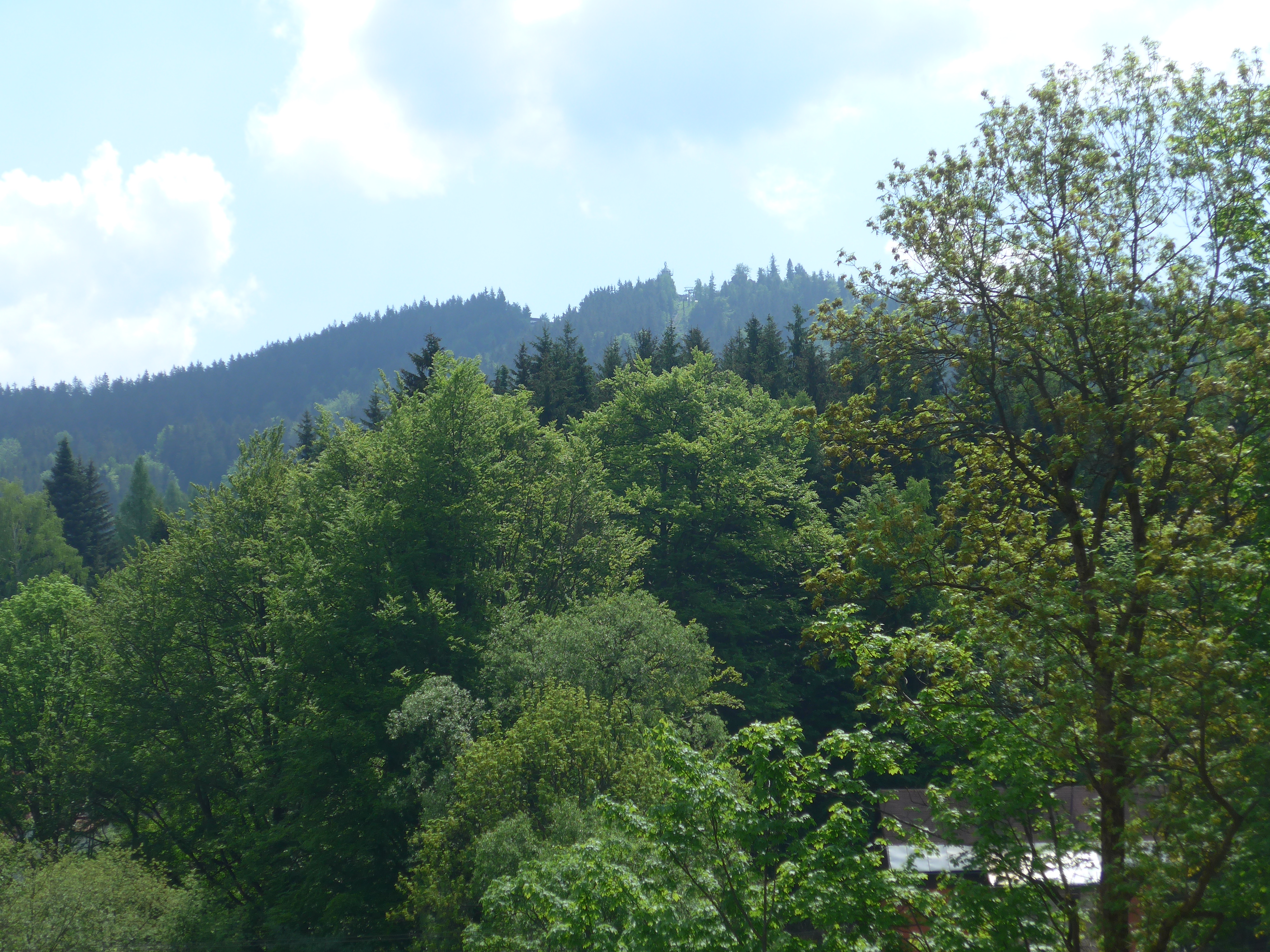
Tanvaldský Špičák, pohled od stejnojmenné železniční zastávky

Zatímco trať Smržovka – Josefův Důl byla otevřena v roce 1894, tato zastávka byla otevřena až v listopadu roku 2005. Důvodem jejího zřízení bylo usnadnění přístupu turistů do rekreační oblasti Tanvaldského Špičáku a také do obce Albrechtice v Jizerských horách Vzdálenost zastávky od dolní stanice lanovky na Špičák je asi 400 m.